# Anneau sclérotique

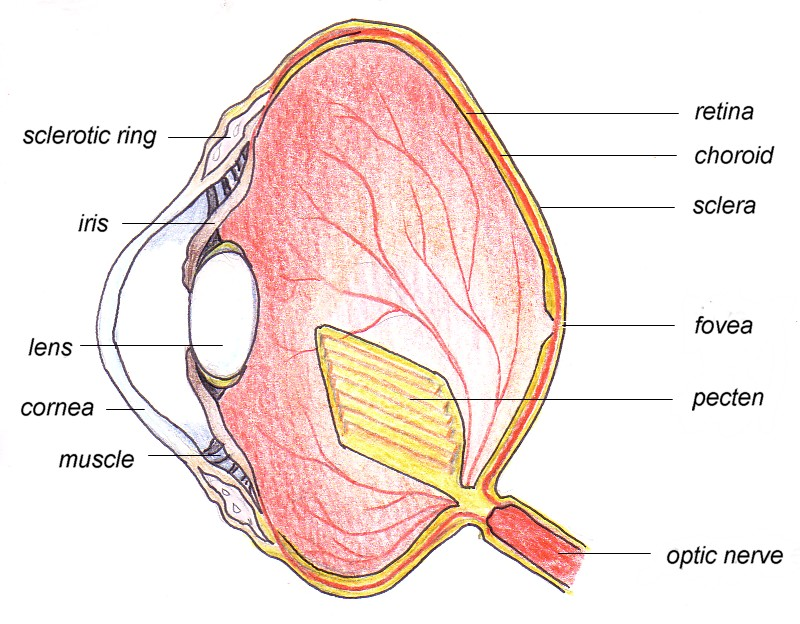
Schéma montrant l'anneau sclérotique dans un œil d'oiseau.

Les anneaux sclérotiques sont des os formant un anneau dans les orbites visuelles de plusieurs groupes d'animaux vertébrés, excepté pour les mammifères et les crocodiliens. L'anneau peut être constitué d'un seul os ou de plusieurs petits composants. On pense qu'ils ont un rôle dans le soutien de l'œil, surtout chez les animaux dont les yeux ne sont pas sphériques, ou qui vivent sous l'eau. Des fossiles d'anneaux sclérotiques ont été découverts pour une grande variété des espèces, des ichthyosaures aux ptérosaures en passant par les dinosaures et les thérapsides, mais souvent mal préservés.
Selon une étude de 2010, les valeurs du diamètre externe et du diamètre interne de l'anneau sclérotique, ainsi que la profondeur du globe oculaire sont différentes entre les oiseaux diurnes et les oiseaux nocturnes. Il serait donc possible de prédire le mode de vie d'un oiseau rien qu'en se basant sur ces mesures. Ainsi, l'Archaeopteryx et les dinosaures carnivores pourraient être des animaux nocturnes,, et les dinosaures herbivores actifs jour et nuit.

## Galerie

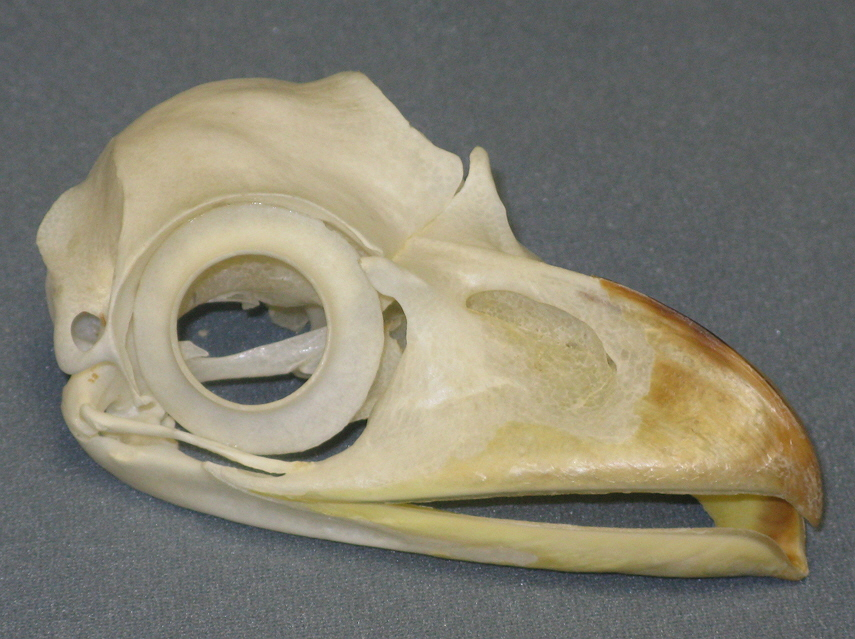
Crâne d'un Podarge gris montrant de grands anneaux sclérotiques.
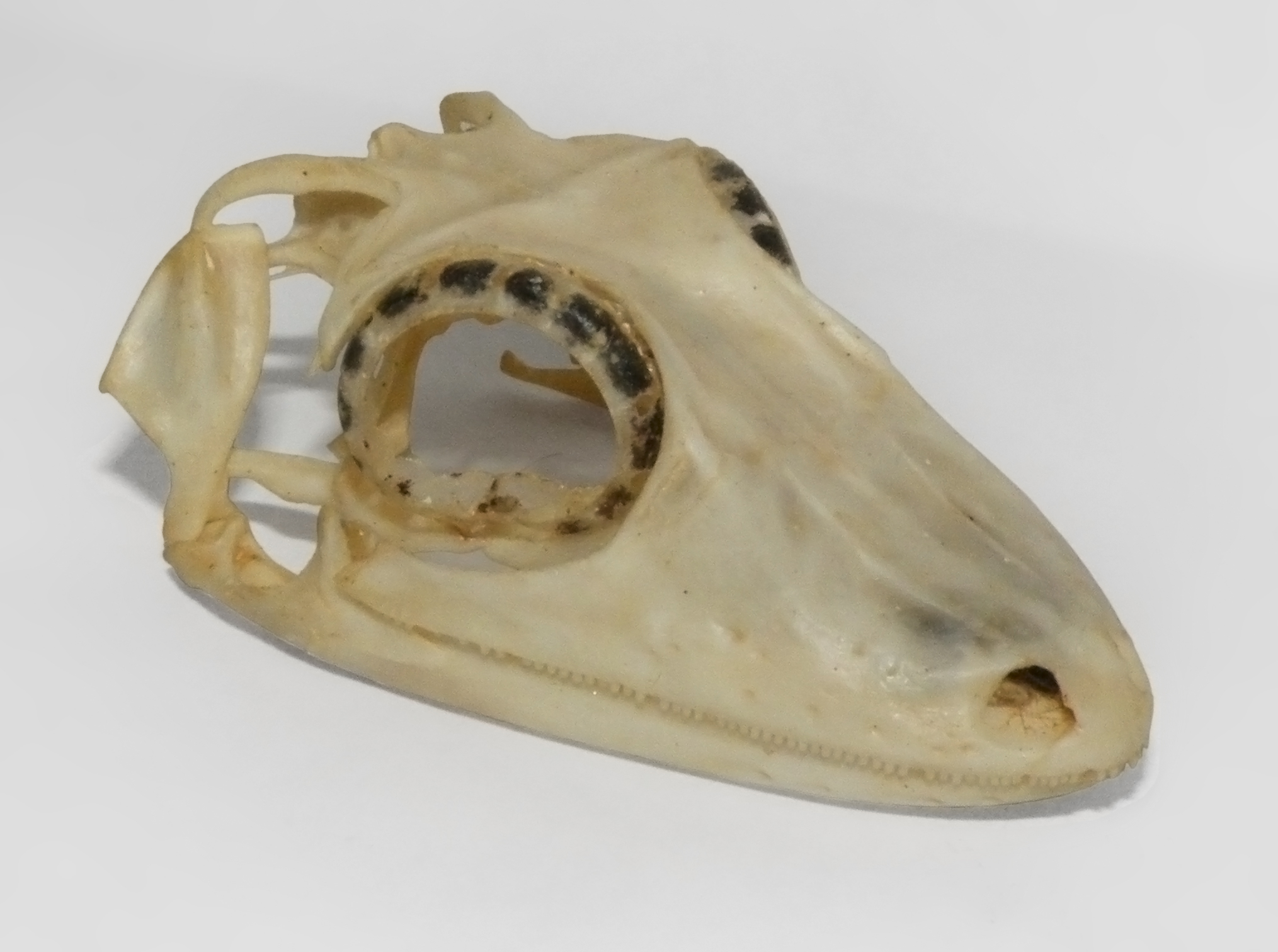
Crâne d'un Uroplatus phantasticus, montrant de grands anneaux sclérotiques.
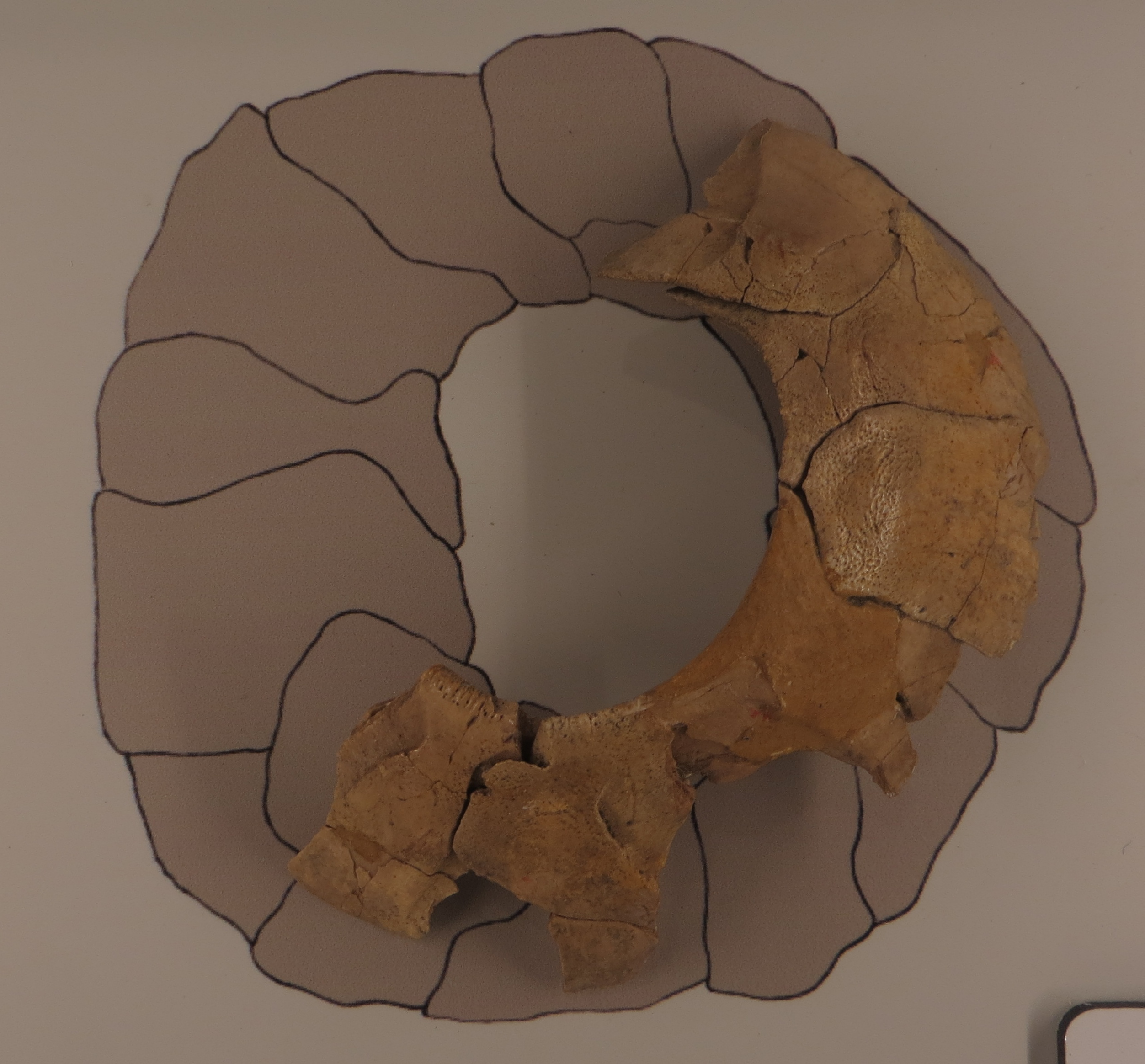
Anneau sclérotique partiel de Mosasaurus.
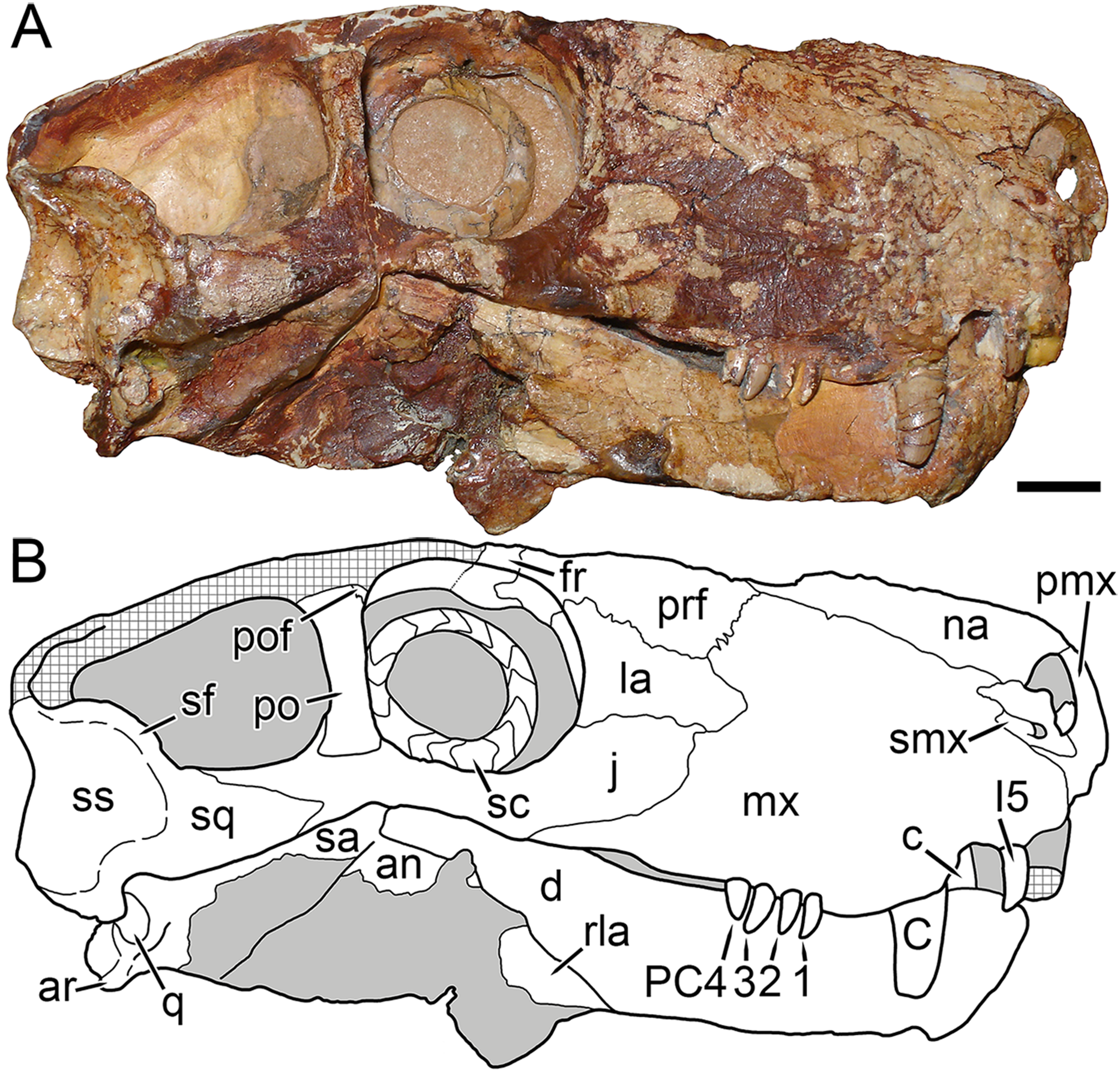
Crâne et anneau sclérotique du gorgonopsien Viatkogorgon.
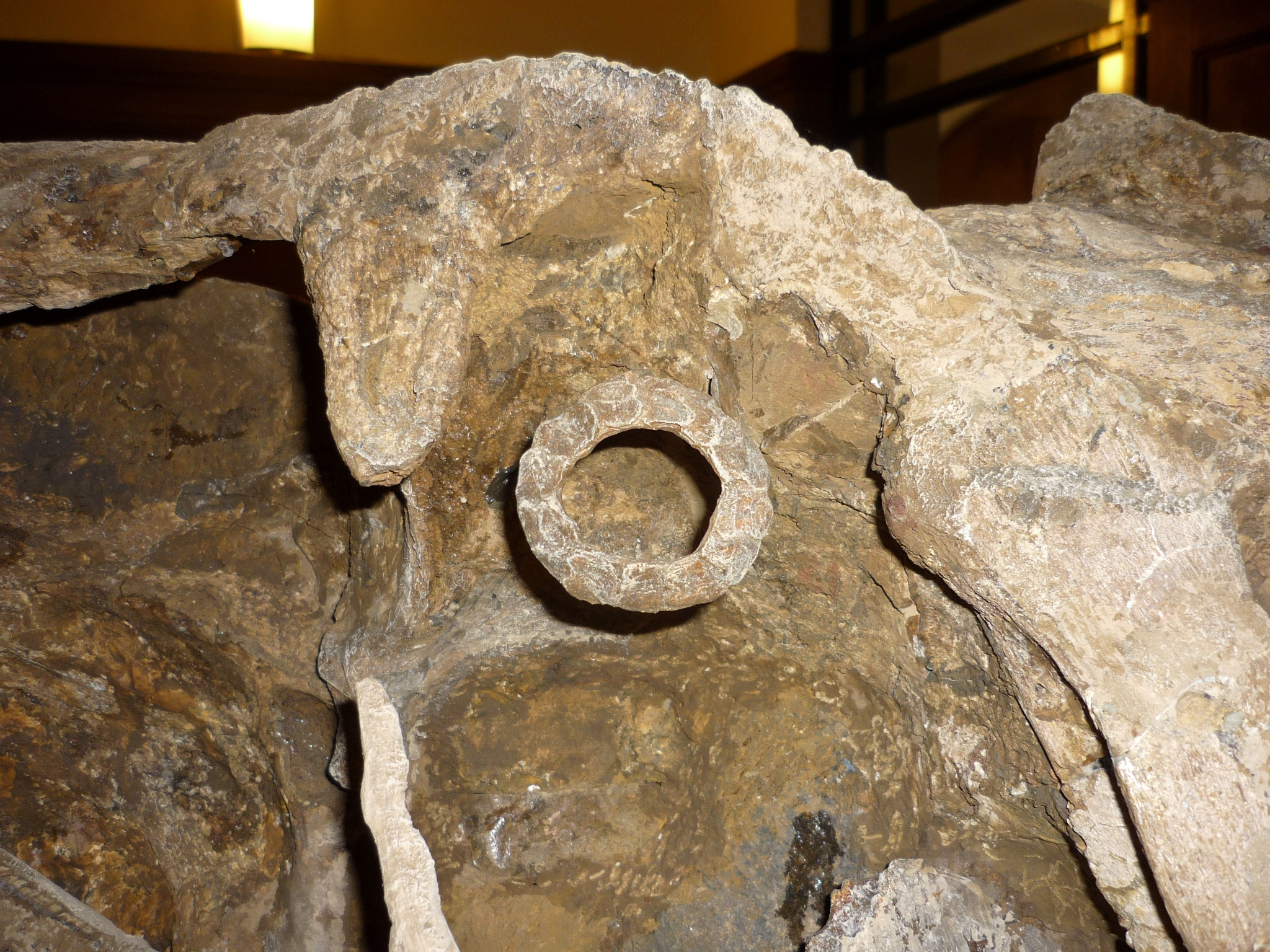
Anneau sclérotique de l'hadrosauridé Prosaurolophus.
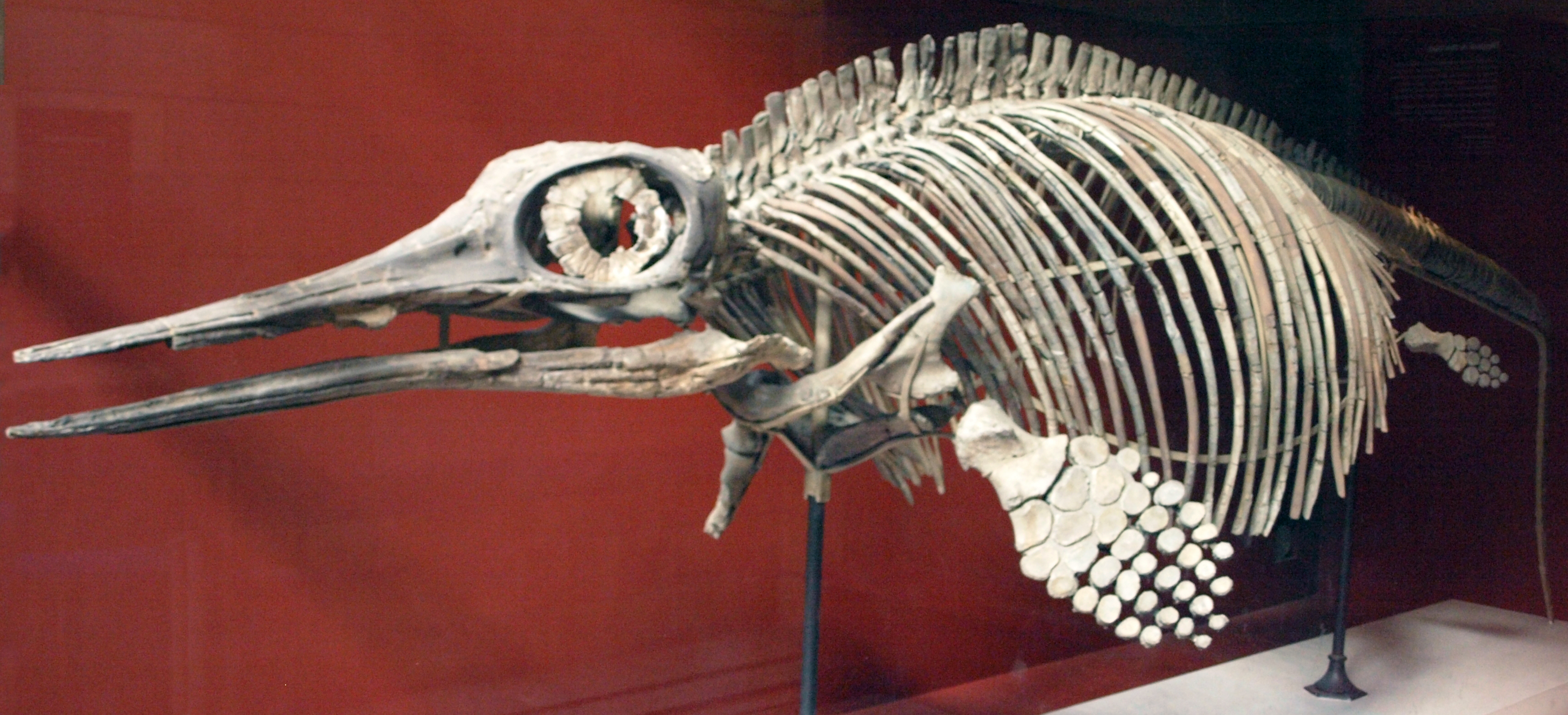
L'anneau sclérotique de l'ichthyosaure Ophthalmosaurus est l'un des plus grands du règne animal[7].